# Croswell
Croswell – miasto w Stanach Zjednoczonych, w stanie Michigan, w hrabstwie Sanilac.